# Bernard Siffert
Bernard Siffert (* 8. März 1957; † 23. März 2023) war ein Schweizer Jazzmusiker (Gitarre).

## Leben und Wirken
Siffert begann mit sechs Jahren Akkordeon zu spielen, später wechselte er zu Gitarre, Bass, Klavier und Gesang. Er besuchte die Swiss Jazz School in Bern, das American Institute of Music in Wien und Workshops im Rahmen des Festivals Umbria Jazz. Seine Vorbilder waren Pat Metheny, John Scofield, Mike Stern, Jim Hall, Mick Goodrick und Jerry Bergonzi. 
Siffert spielte auch Blues, Rockmusik, Flamenco und indische Musik in unterschiedlichsten Formationen. Zu seinen musikalischen Projekten gehörten Kooperationen mit Rick Margitza, Sandy Patton, Van Halen Quintet, TK's Swing Machine, Siffert-Müller-Dürst, das Jeff Boudreux Quintet sowie die Band Siffmachine. Des Weiteren spielte er im Duo mit dem Multiinstrumentalisten Michael Tanner (Nisu-Siff), mit dem ein gemeinsames Album entstand. Zuletzt veröffentlichte er sein Soloalbum Home (2021). Zu weiteren Aufnahmen gehört sein Mitwirken an dem Album Swingin’ Sidney Bechet (Black & Blue, 2009) und dem Album Zak Zak von Pablo Bolivar & Mastra von 2014.